# William Quan Judge
William Quan Judge (Dublin, Irlanda,1851 – 1896) foi um dos fundadores da Sociedade Teosófica original.

## Biografia
Quando tinha 13 anos, sua família migrou para os Estados Unidos. Se tornou um cidadão naturalizado aos 21 anos. Foi aprovado no exame da Corte Estadual de Nova Iorque, especializando-se em Direito Comercial.
Apesar de ainda ser jovem, ele estava entre os dezessete primeiros que juntos criaram a Sociedade Teosófica. Como Helena Blavatsky e Henry Olcott, ele permaneceu na organização enquanto outros saíram. Quando Olcott e Blavatsky deixaram os Estados Unidos para irem à Índia, Judge ficou para manter a S.T. viva, enquanto trabalhava como advogado.

## Obras
Judge escreveu artigos para várias revistas teosóficas e também o livro introdutório O Oceano da Teosofia em 1883. Ele se tornou o Secretário Geral da Seção Americana da ST em 1884. Nesse período ele se envolveu em uma disputa com Olcott e Annie Besant sobre suas alegadas cartas forjadas dos Mahatmas. Como resultado, ele terminou a sua associação com Olcott e Besant em 1895 e levou a maioria da Seção Americana da ST com ele. Judge liderou por cerca de um ano a sua nova organização, até a sua morte, quando a liderança passou para Katherine Tingley. A organização surgida da facção liderada por Olcott e Besant está hoje baseada na Índia e conhecida como Sociedade Teosófica - Adyar, mas frequentemente com indicação da sede em Pasadena, Califórnia, nos EUA.
Após a sua morte, sua organização se dividiu, entre estas surgiram a Temple of the People (cuja biblioteca tem o seu nome) em 1898 e a United Lodge of Theosophists (ULT), em 1909.